# Gastrosaccus longifissura
Gastrosaccus longifissura is een aasgarnalensoort uit de familie van de Mysidae. De wetenschappelijke naam van de soort is voor het eerst geldig gepubliceerd in 1978 door Wooldridge.